# Batsi
Los batsbi o bats (en georgiano: ბაცბი) son una pequeña comunidad naj, hablante de una lengua naj, el batsi, que viven en Georgia. También son conocidos como Tsova-Tush (en georgiano: წოვა-თუშები) por la garganta de Tsova, en la región histórica georgiana de Tushetia. 

## Etnónimo e identidad
Los batsi no han mantenido sus trajes tradicionales o su derecho, y se consideran a sí mismos georgianos. El grupo no debe ser confundido con los vecinos kist, de la garganta de Pankisi.

### Hipótesis de origen ingusetio
Según la mayoría de los autores, los bats descienden de los ingusetios. El origen de los tsova-tushi del ingusetios también fue reconocido por el primer escritor batsbi, I. Tsiskarov. Los datos de las leyendas populares ingusetias y batsbi también atestiguan que los bats procedían del área de Kistetia en la montañosa Ingusetia. Esto fue confirmado por estudios especiales a principios del siglo XX. Según alguna información, el reasentamiento de una parte de los ingusetios metsjalinos en Tushetia se produjo a finales del siglo XVI o principios del siglo XVII.

### Hipótesis de origen georgiano
Ants Viires también señala que hay teorías que implican que los bats descienden de las antiguas tribus georgianas que adoptaron un idioma naj. Según esta teoría, se cree que los bats se originaron en tribus paganas georgianas que huyeron de la cristianización implementada por la monarquía georgiana. Se cree que un par de estas tribus adoptaron un idioma naj como resultado del contacto con los pueblos naj.

## Distribución geográfica
La mayoría de bats están en la región histórica de Tushetia, dentro de la región georgiana de Kajetia. Los pueblos bats en la garganta de Tsova (Tsovata) eran Tsaro, Shavtskala, Nazarta, Nadirta, Mozarta, Indurta, Saguirta y Etelta. Cada uno estaba habitado por una o varias familias extendidas que creían que compartían un ancestro común. 
La mayoría de los batsbi viven actualmente en el pueblo de Zemo Alvani en la provincia georgiana oriental de Kajetia, cerca de la ciudad de Ajmeta (en la desembocadura del desfiladero de Pankisi). Alrededor de la mitad de los aproximadamente 7.000 habitantes de Zemo Alvani son de origen batsbi.

## Historia
Se cree que hayan migrado desde el Cáucaso Norte en el siglo XVI.  
A principios del siglo XIX, tras la destrucción de dos de sus aldeas por deslizamientos de tierra y un brote de peste, los batsbi abandonaron sus ocho aldeas en la garganta de Tsova en el oeste de Tushetia y comenzaron a emigrar hacia las tierras bajas de la orilla izquierda del río Alazani en el oeste de Kajetia. Según un estudio escrito y publicado por el profesor Roland Topshishvili como parte del proyecto ECLING de la Universidad de Fráncfort, los bats solo vivían en viviendas temporales alrededor del Alvani en invierno. En el verano, los hombres y sus familias conducían sus rebaños de ovejas a los pastos de verano alrededor de Tbatana y Tsovata, y regresaban a Alvani en otoño.

La profesora Johanna Nichols también escribió sobre la migración de los batsbi en su artículo sobre "El origen de los chechenos e ingusetios":
La tradición batsbi registrada por Desheriev (1953, 1963) conserva la memoria de un descenso en dos etapas: primero, el abandono de la zona montañosa original en el norte de Tushetia, el establecimiento de aldeas más bajas en las montañas y un período de trashumancia más descensos permanentes de un pocas familias; luego, el abandono completo de las tierras altas y el asentamiento durante todo el año en las tierras bajas después de que una inundación destruyera una de las aldeas montañosas secundarias a principios del siglo XIX. Es decir, los puestos de avanzada de las tierras bajas bats se establecieron mediante una combinación de trashumancia y reasentamientos individuales, y algún tiempo después hubo una migración considerable hacia un puesto de avanzada establecido.

## Demografía
La primera referencia a los bats en la literatura etnográfica europea se encuentra en el capítulo sobre los tushetios y Tushetia en Reisen durch Rußland und im Caucasischen Gebürge ("Viajes por Rusia y en las montañas del Cáucaso") de Johannes Güldenstädt, publicado póstumamente por Peter Simon Pallas entre 1787 y 1791, aunque Güldenstädt no los menciona por su nombre, sino que simplemente señala que "kist y georgiano se hablan por igual en los 4 pueblos mencionados en primer lugar [en la garganta de Tsova]. Sus habitantes también podrían ser más fácilmente descendientes de los kists que los otros tushetios".
Las cifras del censo imperial ruso de 1873 que figuran en Die Chews'uren und ihr Land - ein monographischer Versuch untersucht im Sommer 1876 de Gustav Radde incluyen las aldeas de btas en la garganta de Tsova (dividiéndolas en las comunicdades de Indurta y Saguirta):
- Comunidad de Indurta: 191 hogares, integrados por 413 hombres y 396 mujeres, totalizando 809 almas
- Comunidad de Sagirta: 153 hogares (Sagirta propiamente dicha: 79; Ts'aro: 26; Etelta: 48), compuesta por 372 hombres y 345 mujeres, con un total de 717 almas

- En total había 344 hogares, compuestos por 785 hombres y 741 mujeres, con un total de 1.526 almas.

Dr. Radde también agrega: 
"Los miembros de [estas dos comunidades] han emigrado en gran medida a las tierras bajas a lo largo del río Alazani, al este de Ajmeta; se trasladan en verano a los ricos pastos de Tbatana en el extremo sur de la montaña Massara (ver Itinerario), pero todavía consideran Indurta como su propiedad e incluso dejan 2-3 familias viviendo allí en invierno. [La garganta de Tsova está situada] Por el manantial noroeste del río Tusheti Alazani. [... ] Juntas, estas dos comunidades formaron la comunidad de Tsova hasta 1866".

## Idioma
Parte de la comunidad aún mantiene su idioma batsi, batsbur mott, que ha tomado muchos préstamos y reglas gramáticas del georgiano y es mutuamente inteligible con otras lenguas naj, como el checheno y el ingusetio. Sólo unos pocos hablantes son capaces de hablarlo con total fluidez. 

El renombrado geógrafo georgiano Sergi Makalatia escribió en su estudio lo siguiente:
"los Tsova-Tush hablan su propio idioma, emparentado con ingusetio y kist. Este idioma, sin embargo, ha tomado muchas palabras del georgiano y lo utilizan tanto en casa como entre ellos. Todos lo conocen y es embarazoso no hablarlo. Los niños primero aprenden el tsova-tush y luego el georgiano".
El idioma batsi no tiene registro escrito, se ha usado el georgiano para el comercio y la enseñanza.

## Demografía
Según las últimas estimaciones, los bats restantes son alrededor de 3.000 personas.

## Cultura
Han conservado muy pocos de sus rasgos culturales y sus trajes y tradiciones se parecen más a las costumbres de los montañeses orientales georgianos, particularmente a los tushetios.

### Modo de vida
Una proporción significativa de las mujeres del pueblo trabaja en Europa y América, enviando dinero a casa del pueblo. Muchos hombres todavía trabajan como pastores o pastores de vacas, la mayoría de ellos invernando a los animales en las tierras bajas de Shiraki (sureste de Georgia, en la frontera con el vecino Azerbaiyán) y luego llevándolos a los pastos de verano en Tushetia (viaje de dos a tres semanas). 